# 阿马尔内尔
阿马尔内尔（Amalner），是印度马哈拉施特拉邦Jalgaon县的一个城镇。总人口91456（2001年）。

## 人口
该地2001年总人口91456人，其中男性47501人，女性43955人；0—6岁人口10698人，其中男5713人，女4985人；识字率72.86%，其中男性为80.24%，女性为64.90%。